# Mauro Galvão
Mauro Geraldo Galvão oder kurz Mauro Galvão (* 19. Dezember 1961 in Porto Alegre) ist ein ehemaliger brasilianischer Fußballspieler und aktueller -trainer.

## Spielerkarriere

### Verein
Galvão begann seine Karriere 1979 beim brasilianischen Klub SC Internacional in seiner Heimatstadt. Mit den Rot-Weißen konnte er seine ersten Erfolge als Profifußballer feiern. So war der Verteidiger an den Gewinnen der Staatsmeisterschaft von Rio Grande do Sul in den Jahren 1981 bis 1984 und der brasilianischen Meisterschaft 1979 beteiligt. Bereits 1980 erreichte Galvão mit seinem Team das Finale um die Copa Libertadores. In den beiden Endspielen unterlag man jedoch Nacional Montevideo aus Uruguay nach 0:0 und 0:1 knapp. Noch nie vorher hatte Internacional es ins Finale dieses Wettbewerbs geschafft. Zu dieser Zeit hatte der Defensivspieler bereits seinen Durchbruch im Klub und stand in beiden Partien über die volle Spielzeit auf dem Feld. Nach sieben Jahren verließ Galvão den Klub und schloss sich Ligakonkurrent Bangu AC an. Doch nach bereits einem Jahr zog es ihn zu Botafogo FR. Wie auch schon bei seinen Stationen zuvor, war Galvão auch bei O Glorioso Stammspieler. 1989 und 1990 gewann er dort die Staatsmeisterschaft von Rio de Janeiro, seine einzigen Titel im Dress des BFR. Im Sommer 1990 entschied sich der Abwehrspieler zu einem Wechsel ins europäische Ausland, wo er sich dem Schweizer Klub FC Lugano anschloss. Dort war er für die kommenden sechs Jahre eine unabdingbare Säule im Mannschaftsverbund. 1992/93 schaffte er es mit der Mannschaft in das Finale um den Schweizer Cup einzuziehen. Im entscheidenden Spiel wurden der Grasshopper Club Zürich mit 4:1 geschlagen und der erste Titel seit dem Pokalerfolg 1968 gefeiert.
Im Sommer 1996 kehrte Galvão zurück in die Heimat, wo er bei Grêmio FBPA unterzeichnete. Im Folgejahr wechselte er für drei Jahre zum CR Vasco da Gama. Mit Vasco sammelte er im Herbst seiner Laufbahn zahlreiche Titel. So konnte er mit dem Klub die brasilianische Meisterschaft 1997 und 2000, den zweiten Platz bei der FIFA-Klub-Weltmeisterschaft 2000, die Copa Mercosur, Torneio Rio-São Paulo 2000 und die Staatsmeisterschaft von Rio de Janeiro 1998 gewinnen. Bei allen Erfolgen kam Galvão noch regelmäßig zum Einsatz. So spielte er u. a. im Finale um die FIFA-Klub-Weltmeisterschaft über die vollen 120 Minuten und war Kapitän als man 1998 gegen Real Madrid um den Weltpokal spielte und mit 1:2 den Kürzeren zog. 2001 heuerte der Defensivspieler noch einmal bei Grêmio an. Nach Ende der Saison zog er sich vom aktiven Profifußball zurück, nachdem ihm sein Klub keinen neuen Vertrag mehr angeboten hatte. In seinem letzten Jahr konnte er zum zweiten Mal nach 1997 die Copa do Brasil gewinnen.

### Nationalmannschaft
1986 gab Galvão sein Debüt in der A-Mannschaft Brasiliens. Zuvor spielte er bereits in der Olympiaauswahl, die bei Olympia 1984 die Silber-Medaille erkämpfte. Dabei musste man sich erst im Endspiel am 11. August 1984 gegen das Team aus Frankreich mit 0:2 geschlagen geben. Neben Galvão waren auch die späteren A-Nationalspieler Carlos Dunga und Luís Carlos Winck im Kader von Trainer Jair Picerni. Zudem war er Juniorennationalspieler und 1981 an der U-20-Weltmeisterschaft teil. Dort kam er in allen vier Partien seines Teams zum Einsatz. Zwei Jahre später war der Abwehrspieler im Kader der Weltmeisterschaft in Mexiko. Dort war bereits im Viertelfinale schluss. Während Galvão 1986 nur Zuschauer war und zu keinem Einsatz kam, gab er sein WM-Debüt vier Jahre später, bei der WM in Italien, am 10. Juni 1990 beim 2:1-Erfolg gegen Schweden, als er zur Stammelf während des Turniers zählte. Brasilien scheiterte im Achtelfinale am späteren Finalteilnehmer Argentinien.
Zu seinem größten Erfolg im Dress der Landesauswahl gehört der Gewinn der Copa América 1989. Dabei kam Galvão zu sieben von sieben möglichen Einsätzen.

## Trainerkarriere
Nach seiner aktiven Laufbahn, widmete sich Galvão dem Trainergeschäft. Seine erste Station war 2003 CR Vasco da Gama, wo er Antônio Lopes ersetzte. Den sicherte er den Klub den Klassenerhalt. Für die neue Spielzeit wurde der Trainer abgelöst. In den kommenden zwei Jahren betreute er dann die Teams von Botafogo FR, Náutico Capibaribe und Vila Nova FC. Doch lange hielt es ihn nie bei einem Klub. In Botafago löste Galvão Luiz Matter ab, ehe er selber schon bald durch Paulo Bonamigo ersetzt wurde.

## Erfolge

### Nationalmannschaft
- Olympia 1984: Silber
- Copa América: 1989

SC Internacional
- Campeonato Brasileiro de Futebol: 1979
- Staatsmeisterschaft von Rio Grande do Sul: 1981, 1982, 1983, 1984

Botafogo
- Staatsmeisterschaft von Rio de Janeiro: 1989, 1990

Lugano
- Schweizer Cup: 1993

Vasco da Gama
- Campeonato Brasileiro de Futebol: 1997, 2000
- Staatsmeisterschaft von Rio de Janeiro: 1998
- Torneio Rio-São Paulo: 1999
- Copa Mercosur: 2000

Grêmio
- Copa do Brasil: 1997, 2001

Auszeichnungen
- Mannschaft des Jahres in Brasilien: 1979, 1985, 1997